# Tadeusz Czudowski (szlachcic)
Tadeusz Czudowski herbu Leliwa – sędzia grodzki słonimski w 1787 roku, miecznik słonimski w 1770, oboźny słonimski w 1767 roku i marszałek słonimski konfederacji targowickiej.